# Bowbutts House
Bowbutts House ist eine Villa in der schottischen Ortschaft Kinghorn in der Council Area Fife. 1972 wurde das Bauwerk als Einzeldenkmal in die schottischen Denkmallisten in der höchsten Denkmalkategorie A aufgenommen. Des Weiteren bildete es mit verschiedenen Außengebäude ein Denkmalensemble der Kategorie A.

## Geschichte
Die Länderei ist verknüpft mit dem Tower House Glamis Tower. Im Mittelalter befand sich am Standort der Villa der Übungsplatz der Bogenschützen. Bowbutts House wurde im späten 18. Jahrhundert errichtet. Vermutlich wurden Fragmente eines Vorgängerbaus dabei integriert. Im Laufe des 19. Jahrhunderts wurde die Villa überarbeitet. Zwischen 1920 und 1935 restaurierte der schottische Architekt William Williamson Bowbutts House, der die Villa über einen Zeitraum von rund 60 Jahren bewohnte. 1966 erfolgte eine weitere Restaurierung.

## Beschreibung
Bowbutts House steht abseits der Bruce Terrace (A921) im Zentrum von Kinghorn. Die zweistöckige Villa weist einen L-förmigen Grundriss auf. Ihr Mauerwerk besteht aus grob behauenem Bruchstein mit Natursteineinfassungen. Aus der sechs Achsen weiten, südostexponierten Hauptfassade tritt ein gerundeter Turm heraus. Das zweiflüglige Hauptportal befindet sich links des Turms. Auf den äußeren Achsen sind im Obergeschoss venezianische Fenster eingelassen. Zurückversetzt schließt sich links ein Anbau aus dem 20. Jahrhundert an. An der Gebäuderückseite im Innenwinkel geht ein kurzer Anbau mit Pultdach ab. Entlang der Fassaden sind acht- und zwölfteilige Sprossenfenster unterschiedlicher Größe verbaut. Die abschließenden Dächer sind mit Schiefer eingedeckt.